# Nychiodes antiquaria
Nychiodes antiquaria är en fjärilsart som beskrevs av Otto Staudinger 1892. Nychiodes antiquaria ingår i släktet Nychiodes och familjen mätare. Inga underarter finns listade i Catalogue of Life.